# Kanton Évaux-les-Bains
Kanton Évaux-les-Bains (francouzsky Canton d'Évaux-les-Bains) je francouzský kanton v departementu Creuse v regionu Limousin. Tvoří ho osm obcí.

## Obce kantonu
- Arfeuille-Châtain
- Chambonchard
- Évaux-les-Bains
- Fontanières
- Reterre
- Saint-Julien-la-Genête
- Saint-Priest
- Sannat